# لین پنگ
لین پنگ (انگلیسی: Lin Peng؛ زادهٔ ۲۵ اکتبر ۱۹۸۶) بازیگر و مدل اهل چین است. وی از سال ۲۰۱۰ میلادی تاکنون مشغول فعالیت بوده، پنگ فعالیت خود در بازیگری را با حضور در فیلم بزرگ سرباز کوچک جکی چان آغاز کرد.
از فیلم‌ها و مجموعه‌های تلویزیونی که وی در آن‌ها نقش داشته‌است، می‌توان به بزرگ سرباز کوچک، ۱۹۱۱، زودیاک چینی، شمشیر اژدها و شوالیه سایه‌ها: میان یین و یانگ اشاره نمود.